# 李綉琴
李綉琴（1992年8月18日—），台灣女子足球員及足球教練，大學時就讀於國立臺灣體育運動大學（第一年入讀時為國立臺灣體育學院，隔年改制為大學），且代表校隊競逐大專校院足球運動聯賽及全國女子甲組足球聯賽，在學期間於2013年及2014年二連霸大專聯賽冠軍以及兩度獲得金靴獎。現效力於台灣木蘭足球聯賽高雄陽信銀行女子足球隊，於2017年到2019年助台中藍鯨三連霸聯賽冠軍，且在2018年以15顆進球獲得金靴獎及2019年以19顆進球再得金靴獎與總冠軍賽最有價值球員。此外，自2019年起執教臺中市立惠文高級中學女子足球隊。

## 球員生涯
李綉琴大學考入了臺灣體育學院。在學期間，她代表學校競逐大專足球聯賽，並幫助校隊於101學年度（2012年－2013年）女一級決賽贏得冠軍，她在比賽第84分鐘射入12碼罰球，將比數改寫成1－1扳平，而後隊友賴韋汝及林凱玲於延長賽接連入球，並贏得該年度大專聯賽女子組金靴獎。102學年度（2013年－2014年），她於公開女一級決賽中締造帽子戲法，助台體二連霸並再度獲得金靴獎，同時也在這一年從台體畢業。李綉琴在學時除參賽大專足球聯賽外，她還隨著台體征戰全國女子甲組足球聯賽。
2014年，全國女子甲組足球聯賽改制成台灣木蘭足球聯賽，李綉琴則效力於以台體女足為核心的台中藍鯨並擔任隊長。加入藍鯨後的首個賽季，球隊於聯賽中敬陪末座。2015年及2016年分別獲得季軍與亞軍。2017年，台中藍鯨贏得了隊史首座冠軍。2018年，她以15顆例行賽進球的成績獲得金靴獎，也令台中藍鯨二連霸聯賽冠軍。
2019年，李綉琴除了持續征戰木蘭聯賽，也開始執教惠文高中女足隊。在2019年賽季方面，她於季中成了木蘭聯賽創立六年來第一位聯賽生涯攻入50顆進球的球員，最終該賽季後她總共射入19球，也二度獲得金靴獎，同時19球紀錄也是當時的聯賽最高進球紀錄。此外，李綉琴該賽季還在總冠軍賽以一球追平、一球超前，梅開二度獲得MVP，且替球隊贏得三連霸。翌年，李綉琴在木蘭聯賽斬獲9顆進球，藍鯨則在木蘭聯賽位居第二，以及獲得當年新設立的木蘭聯賽盃亞軍。

## 外部連結
- 台中藍鯨球員資料[永久]